# Franco Colapinto
Franco Alejandro Colapinto (* 27. Mai 2003 in Buenos Aires) ist ein argentinischer Automobilrennfahrer. Er startet derzeit in der Formel-1-Saison 2025 als Teamkollege von Pierre Gasly für das Alpine F1 Team.

## Karriere

### Kartsport
Franco Colapinto begann seine professionelle Karriere im Alter von neun Jahren im Kartsport. Er startete bis 2018 in diversen argentinischen Nachwuchsklassen sowie vereinzelt in der Kart-Europameisterschaft und gewann 2016 die argentinische pre-Junior-Meisterschaft. 2018 nahm er an der Seite von María García Puig für Argentinien an den Olympischen Jugend-Sommerspielen 2018 in seiner Heimat Buenos Aires teil. Sie belegten dort in einem als Demonstrationssportart ausgetragenen Turnier mit elektrobetriebenen Karts auf dem Autódromo Juan y Oscar Alfredo Gálvez den ersten Platz. Im gleichen Jahr entschied sich Colapinto für europäisch geprägte Monopostorennen als weiteren Karriereweg.

### Formel 4
Colapinto gab im November 2018 sein Debüt im Monopostosport. Er wurde vom spanischen Team Drivex für das letzte Rennwochenende der spanischen Formel-4-Meisterschaft 2018 auf dem Circuito de Navarra verpflichtet und trat dort mit seinen Teamkollegen Rui Andrade, Javier González und Filip Kaminiarz bei allen vier Läufen an. Er erzielte gute Ergebnisse und gewann das vierte und letzte Rennen, wodurch er ein Vertragsangebot von Drivex als Stammfahrer für die spanische Formel-4-Meisterschaft 2019 erhielt. Colapinto akzeptierte und gewann die Meisterschaft nach einer Siegesserie in der zweiten Saisonhälfte deutlich vor Kilian Meyer und Glenn van Berlo.

### Formel 3 und Sportwagenrennen

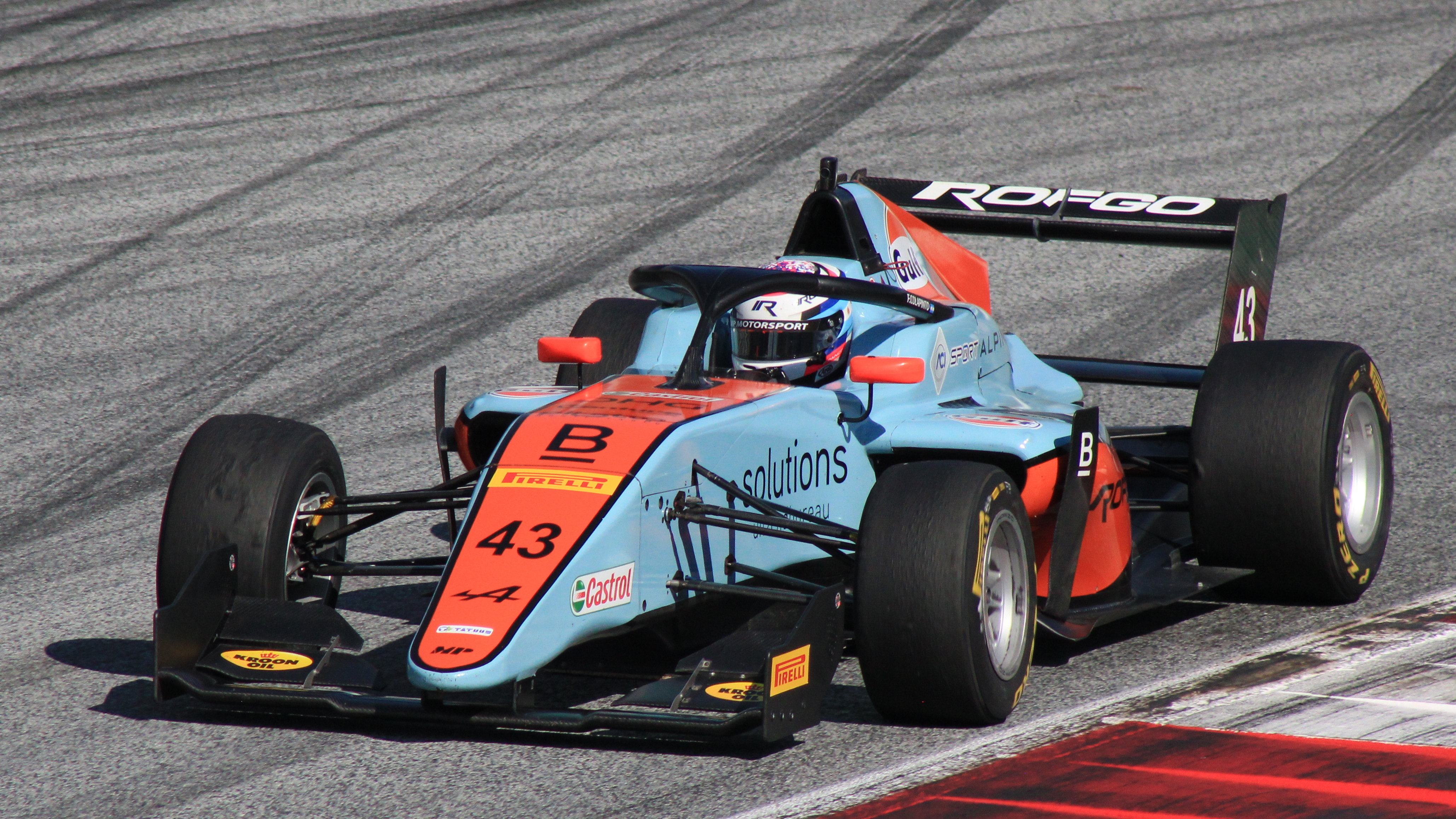
Colapinto in der Formula Regional European Championship, 2021

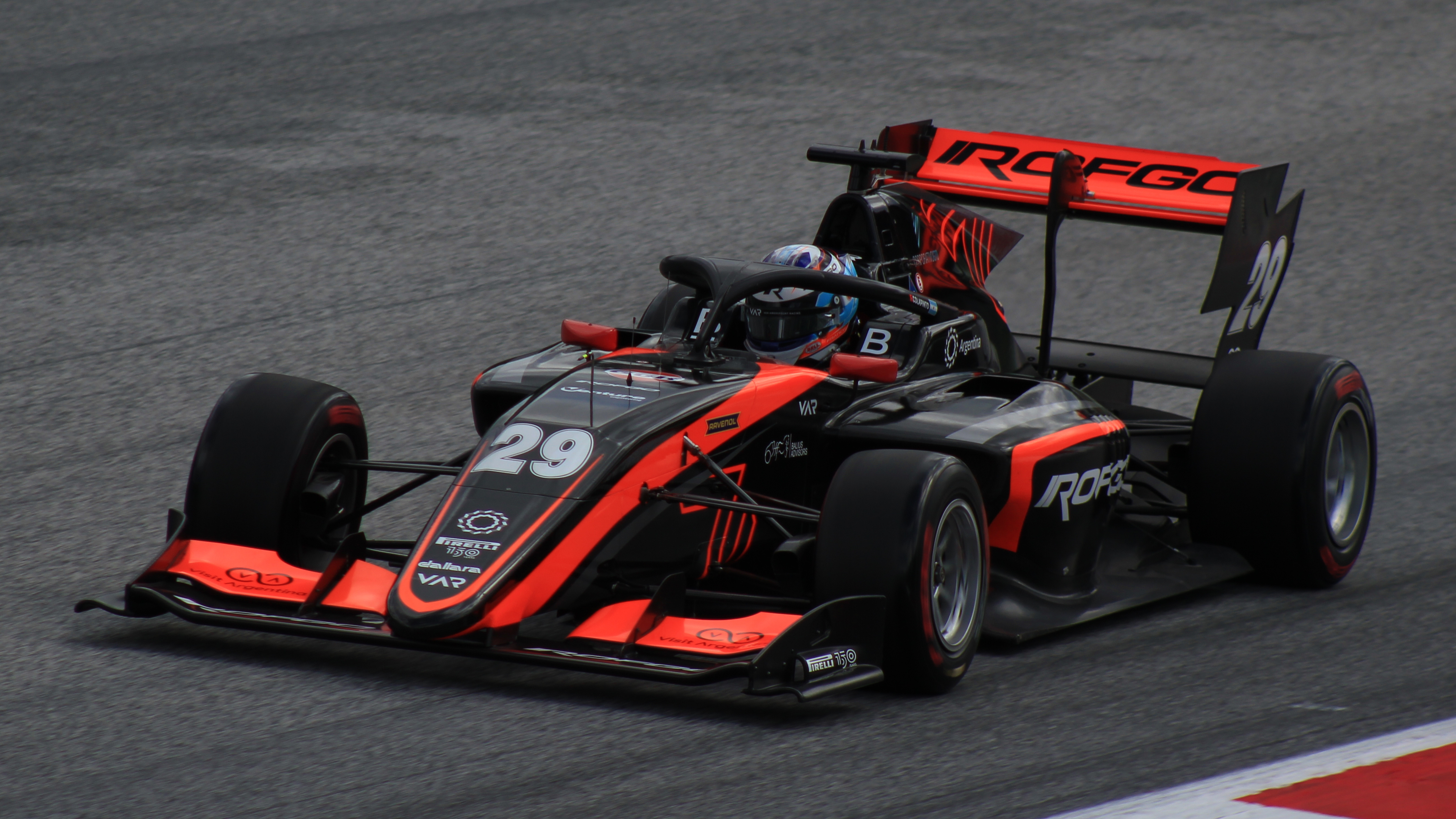
… und beim Formel-3-Rennen auf dem Red Bull Ring 2022

Anfang Juni 2019 nahm Colapinto für Drivex einmalig an der Euroformula Open teil und startete zu den beiden Rennen auf dem Circuit de Spa-Francorchamps, erzielte bei seinem Debüt mit Fahrzeugen der Formel 3 aber keine Erfolge. Gleiches galt für Gaststarts für sein Team im Formel Renault Eurocup ebenda sowie für das Rennwochenende auf dem Circuit de Catalunya. In Hinblick auf seine Erfolge in den untergeordneten Nachwuchsklassen unterbreitete das niederländische Team MP Motorsport ein Angebot für die Saison 2020 dieser Meisterschaft, was Colapinto annahm und als Teamkollege von Hadrien David sowie weiteren Fahrern, die sich in einem Drittwagen abwechselten, die komplette Saison bestritt. Er gewann den Saisonauftakt auf dem Autodromo Nazionale di Monza sowie den ersten Lauf in Spa-Francorchamps und erzielte sieben weitere Podiumsplätze, konnte in den Meisterschaftskampf zwischen Victor Martins und Caio Collet aber nicht eingreifen. Am Saisonende belegte Colapinto den dritten Platz, womit er sich klar gegen alle seine Teamkollegen durchgesetzt hatte. Im gleichen Jahr startete er in der Formula Regional Oceania Championship, wo er ein Rennen gewinnen und den dritten Platz im Gesamtklassement erreichen konnte.
Für die Formula Regional European Championship 2021, mit der der Formel Renault Eurocup zur Motorsportsaison 2021 verschmolzen worden war, blieb Colapinto im Aufgebot von MP Motorsport und erhielt mit Oliver Goethe und Kas Haverkort zwei neue Teamkollegen. Ihm gelangen erneut zwei Rennsiege und er belegte als bester MP-Fahrer den sechsten Platz in der Gesamtwertung. 2021 startete er neben seinen Einsätzen im Monoposto zudem für G-Drive Racing in der European Le Mans Series. Sein Debüt beim 24-Stunden-Rennen von Le Mans beendete er an der 12. Stelle der Gesamtwertung. Anfang 2022 wechselte er zu Van Amersfoort Racing in die FIA-Formel-3-Meisterschaft. Wieder gewann er zwei Rennen und wurde bei Punktegleichstand mit Alexander Smoljar am Saisonende aufgrund seines zweiten Rennsieges als Neunter gewertet. Zur Saison 2023 kehrte Colapinto zu MP Motorsport zurück. Er erzielte gute Ergebnisse und wurde mit 110 Punkten Vierter der Fahrermeisterschaft.

### Formel 2

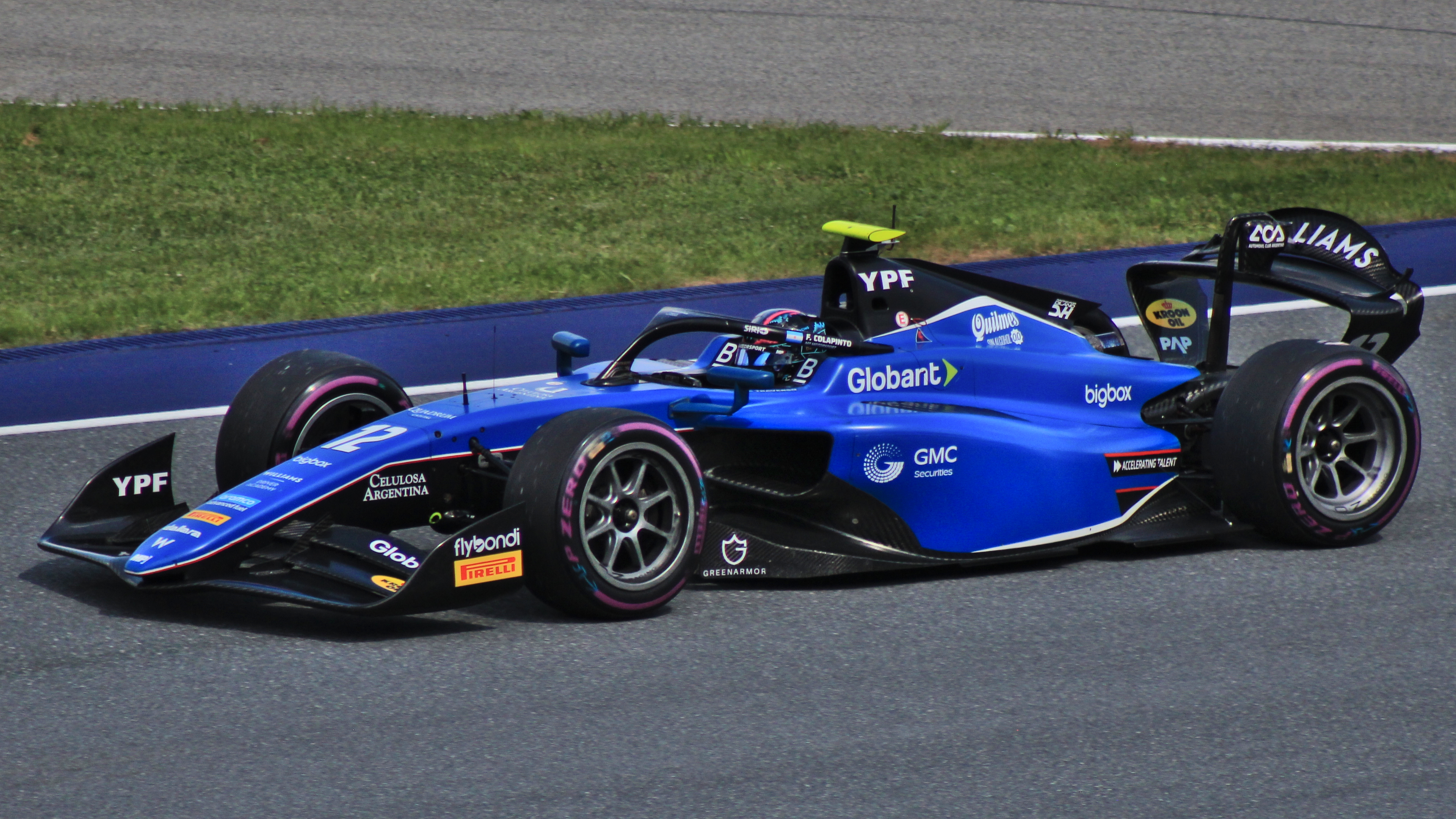
Colapinto in der Formel 2, 2024

Für die letzten beiden Läufe der FIA-Formel-2-Meisterschaft 2023 auf dem Yas Marina Circuit in den Vereinigten Arabischen Emiraten erhielt Colapinto von seinem Team MP Motorsport die Chance, als Gaststarter an der Seite von Dennis Hauger erstmals bei einem Formel-2-Rennen zu starten. Das Debüt verlief unbefriedigend und ihm gelangen keine nennenswerten Platzierungen. Trotzdem wurde er für die FIA-Formel-2-Meisterschaft 2024 von MP Motorsport als Stammfahrer eingesetzt und bildete erneut mit Hauger eine Fahrerpaarung. Das Team konnte den Fahrern nur mittelmäßiges Material zur Verfügung stellen, womit sie um Platzierungen in den Punkterängen sowie vereinzelt um Podestplätze, aber nicht um Rennsiege oder gar die Meisterschaft mitkämpfen konnten. Einzig beim Sprintrennen auf dem Autodromo Enzo e Dino Ferrari gelang es Colapinto überraschend, einen Sieg einzufahren, wie es schon seinem Teamkollegen Hauger einige Rennen zuvor gelungen war. Die Rennen auf dem Circuit de Spa-Francorchamps im Juli waren seine letzten Formel-2-Läufe, dort erzielte er keine Punkte. Anschließend wechselte Colapinto in die Formel 1.

### Formel 1

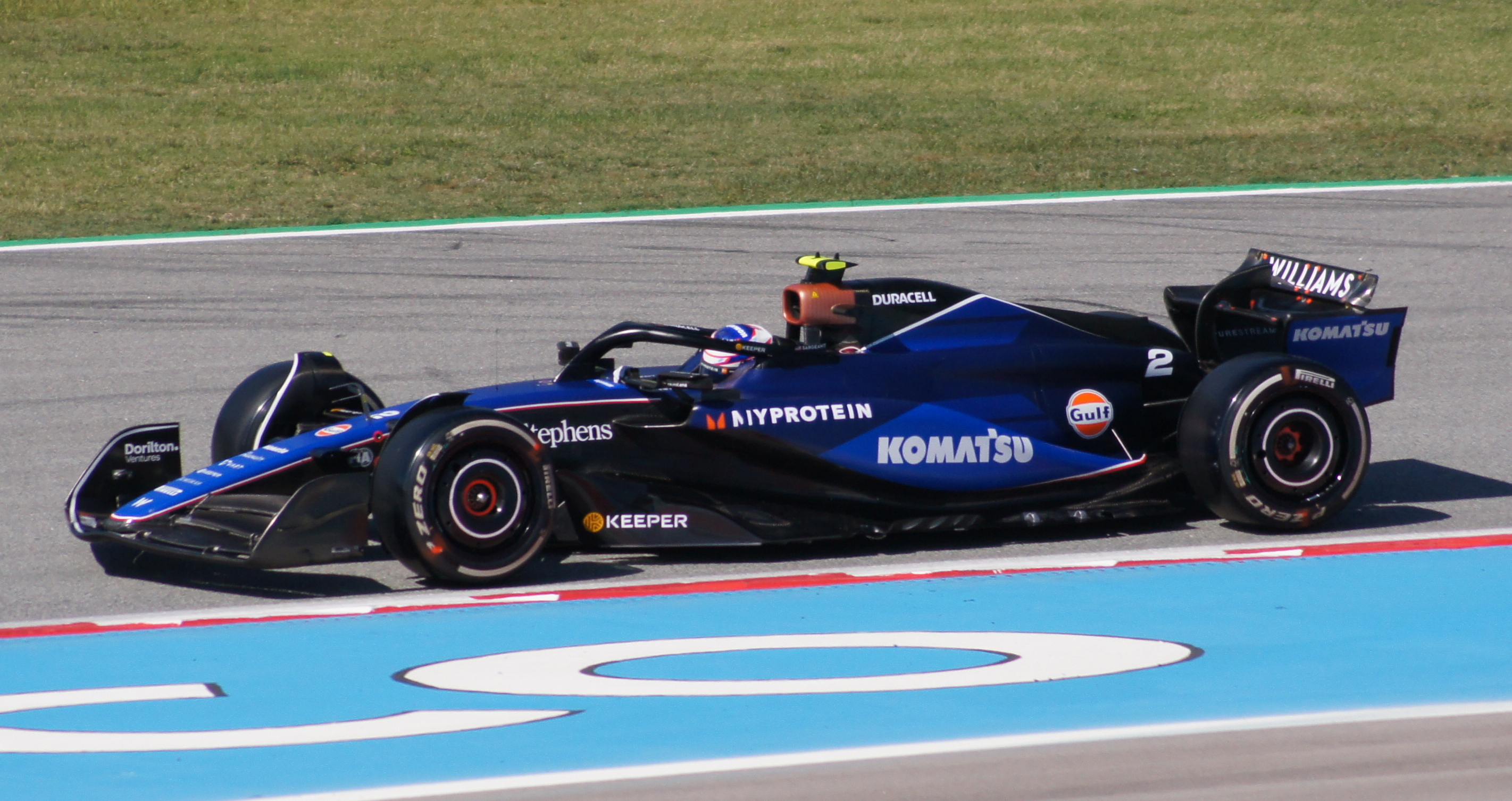
Williams FW46 von Logan Sargeant, den Colapinto in der zweiten Hälfte der Saison 2024 übernahm

Anfang 2023 wurde Colapinto von Williams F1 in das teameigene Juniorprogramm, die Williams Racing Driver Academy, aufgenommen. Im Zuge dessen durfte er bei Testfahrten mit dem Williams FW45 am Saisonende auf dem Yas Marina Circuit zum ersten Mal einen Formel-1-Wagen fahren. Die erste Teilnahme an der Formel-1-Weltmeisterschaft selbst war das 1. Freie Training zum Großen Preis von Großbritannien 2024, wo er im Wagen von Logan Sargeant Fahrpraxis sammeln konnte. Colapinto war damit der erste argentinische Fahrer seit Gastón Mazzacane im Jahr 2001, der im Rahmen eines Grand Prix ein Formel-1-Fahrzeug bewegt hat. Im Anschluss an den Großen Preis der Niederlande trennte sich Williams von ihrem bisherigen Stammfahrer Logan Sargeant und gab die Verpflichtung Colapintos als Teamkollege von Alexander Albon für die restliche Formel-1-Saison 2024 bekannt.
Bei seinem ersten Formel-1-Rennen, dem Großen Preis von Italien 2024, erreichte Colapinto den 12. Platz, nachdem Daniel Ricciardo während des Rennens eine 10-Sekunden-Strafe auferlegt worden war. Diese Strafe beeinflusste das Endergebnis und ermöglichte es Colapinto, eine Position weiter vorne abzuschließen. Seine ersten WM-Punkte erzielte er beim folgenden Rennen in Aserbaidschan als Achter. Beim Großen Preis der USA sammelte er als Zehnter einen weiteren Punkt. Mit 5 Punkten belegte er am Ende der Saison den 19. Platz in der Meisterschaft.
Zur Formel-1-Saison 2025 trat er dem Alpine F1 Team als Reservefahrer bei. Anfang Mai gab das Team bekannt, dass der neu verpflichtete Stammfahrer Jack Doohan ab dem Großen Preis der Emilia-Romagna in seine Rolle als Testfahrer zurückkehrt und Colapinto sein Fahrzeug an der Seite von Pierre Gasly übernimmt. Das Engagement war zunächst auf fünf Grands Prix begrenzt. Im Anschluss an den Großen Preis von Österreich verkündete Alpine, das zweite Fahrzeug von nun an jeweils auf Rennbasis an einen Fahrer zu vergeben. Zum folgenden Lauf in Großbritannien blieb Colapinto gesetzt.

## Statistik

### Einzelergebnisse in der FIA-Formel-3-Meisterschaft
| Saison | Team                  | 1   | 2   | 3   | 4   | 5   | 6   | 7   | 8   | 9   | 10  | 11  | 12  | 13  | 14  | 15  | 16  | 17  | 18  | 19  | 20  | Punkte | Platzierung |
| 2022   | Van Amersfoort Racing | BHR | BHR | IT1 | IT1 | ESP | ESP | GBR | GBR | AUT | AUT | HUN | HUN | BEL | BEL | NLD | NLD | IT2 | IT2 |     |     |        |             |
| ------ | --------------------- | --- | --- | --- | --- | --- | --- | --- | --- | --- | --- | --- | --- | --- | --- | --- | --- | --- | --- | --- | --- | ------ | ----------- |
| 2022   | Van Amersfoort Racing | 25  | 5   | 1   | 22  | DNF | 8   | 13  | DNF | 3   | 6   | 2   | 15  | 15  | 12  | 13  | 3   | 1   | 15  |     |     | 76     | 9.          |
| 2023   | MP Motorsport         | BHR | BHR | AUS | AUS | IT1 | IT1 | MCO | MCO | ESP | ESP | AUT | AUT | GBR | GBR | HUN | HUN | BEL | BEL | IT2 | IT2 |        |             |
| 2023   | MP Motorsport         | 2   | 10  | DSQ | DNF | C   | C   | 4   | 6   | 6   | 2   | 13  | 4   | 1   | 8   | 7   | 3   | 5   | 10  | 1   | DNF | 110    | 4.          |

| Legende  | Legende            | Legende                                                          |
| Farbe    | Abkürzung          | Bedeutung                                                        |
| -------- | ------------------ | ---------------------------------------------------------------- |
| Gold     | –                  | Sieg                                                             |
| Silber   | –                  | 2. Platz                                                         |
| Bronze   | –                  | 3. Platz                                                         |
| Grün     | –                  | Platzierung in den Punkten                                       |
| Blau     | –                  | Klassifiziert außerhalb der Punkteränge                          |
| Violett  | DNF                | Rennen nicht beendet (did not finish)                            |
| Violett  | NC                 | nicht klassifiziert (not classified)                             |
| Rot      | DNQ                | nicht qualifiziert (did not qualify)                             |
| Rot      | DNPQ               | in Vorqualifikation gescheitert (did not pre-qualify)            |
| Schwarz  | DSQ                | disqualifiziert (disqualified)                                   |
| Weiß     | DNS                | nicht am Start (did not start)                                   |
| Weiß     | WD                 | zurückgezogen (withdrawn)                                        |
| Hellblau | PO                 | nur am Training teilgenommen (practiced only)                    |
| Hellblau | TD                 | Freitags-Testfahrer (test driver)                                |
| ohne     | DNP                | nicht am Training teilgenommen (did not practice)                |
| ohne     | INJ                | verletzt oder krank (injured)                                    |
| ohne     | EX                 | ausgeschlossen (excluded)                                        |
| ohne     | DNA                | nicht erschienen (did not arrive)                                |
| ohne     | C                  | Rennen abgesagt (cancelled)                                      |
| ohne     | keine WM-Teilnahme |                                                                  |
| sonstige | P/fett             | Pole-Position                                                    |
| sonstige | 1/2/3/4/5/6/7/8    | Punktplatzierung im Sprint-/Qualifikationsrennen                 |
| sonstige | SR/kursiv          | Schnellste Rennrunde                                             |
| sonstige | *                  | nicht im Ziel, aufgrund der zurückgelegten Distanz aber gewertet |
| sonstige | ()                 | Streichresultate                                                 |
| sonstige | unterstrichen      | Führender in der Gesamtwertung                                   |

### Einzelergebnisse in der FIA-Formel-2-Meisterschaft
| Saison | Team          | 1   | 2   | 3   | 4   | 5   | 6   | 7   | 8   | 9   | 10  | 11  | 12  | 13  | 14  | 15  | 16  | 17  | 18  | 19  | 20  | 21  | 22  | 23  | 24  | 25  | 26  | 27  | 28  | Pos | Punkte |
| ------ | ------------- | --- | --- | --- | --- | --- | --- | --- | --- | --- | --- | --- | --- | --- | --- | --- | --- | --- | --- | --- | --- | --- | --- | --- | --- | --- | --- | --- | --- | --- | ------ |
| 2023   | MP Motorsport | BHR | BHR | KSA | KSA | AUS | AUS | ASE | ASE | IT1 | IT1 | MCO | MCO | ESP | ESP | AUT | AUT | GBR | GBR | HUN | HUN | BEL | BEL | NLD | NLD | IT2 | IT2 | UAE | UAE | 25. | 0      |
| 2023   | MP Motorsport |     |     |     |     |     |     |     |     |     |     |     |     |     |     |     |     |     |     |     |     |     |     |     |     |     |     | 19  | DNF | 25. | 0      |
| 2024   | MP Motorsport | BHR | BHR | KSA | KSA | AUS | AUS | IT1 | IT1 | MCO | MCO | ESP | ESP | AUT | AUT | GBR | GBR | HUN | HUN | BEL | BEL | IT2 | IT2 | ASE | ASE | QAT | QAT | UAE | UAE | 9.  | 96     |
| 2024   | MP Motorsport | 18  | 6   | 11  | DNF | 4   | DSQ | 1   | 5   | 5   | 13  | 18  | 2   | 18  | 2   | 5   | 4   | 5   | 13  | 8   | DNF |     |     |     |     |     |     |     |     | 9.  | 96     |

### Statistik in der Formel-1-Weltmeisterschaft
Diese Statistik umfasst alle Teilnahmen des Fahrers an der Formel-1-Weltmeisterschaft.

#### Gesamtübersicht
(Stand: Großer Preis von Ungarn, 3. August 2025)
| Saison | Team               | Chassis       | Motor                 | Rennen | Siege | Zweiter | Dritter | Poles | schn. Rennrunden | Punkte | WM-Pos. |
| ------ | ------------------ | ------------- | --------------------- | ------ | ----- | ------- | ------- | ----- | ---------------- | ------ | ------- |
| 2024   | Williams Racing    | Williams FW46 | Mercedes 1.6 V6 Turbo | 9      | –     | –       | –       | –     | –                | 5      | 19.     |
| 2025   | BWT Alpine F1 Team | Alpine A525   | Renault 1.6 V6 Turbo  | 7      | –     | –       | –       | –     | –                | –      | 20.     |
| Gesamt | Gesamt             | Gesamt        | Gesamt                | 16     | –     | –       | –       | –     | –                | 5      |         |

#### Einzelergebnisse
| Saison | 1 | 2 | 3 | 4 | 5 | 6  | 7  | 8  | 9  | 10 | 11  | 12 | 13 | 14 | 15 | 16 | 17 | 18 | 19 | 20  | 21 | 22  | 23  | 24 |
| ------ | - | - | - | - | - | -- | -- | -- | -- | -- | --- | -- | -- | -- | -- | -- | -- | -- | -- | --- | -- | --- | --- | -- |
| 2024   |   |   |   |   |   |    |    |    |    |    |     |    |    |    |    |    |    |    |    |     |    |     |     |    |
|        |   |   |   |   |   |    |    |    |    |    | TD  |    |    |    | 12 | 8  | 11 | 10 | 12 | DNF | 14 | DNF | DNF |    |
| 2025   |   |   |   |   |   |    |    |    |    |    |     |    |    |    |    |    |    |    |    |     |    |     |     |    |
|        |   |   |   |   |   | 16 | 13 | 15 | 13 | 15 | DNS | 19 | 18 |    |    |    |    |    |    |     |    |     |     |    |

* Die hochgestellten Zahlen zeigen die Ergebnisse bei den seit 2021 gefahrenen Sprintrennen
| Legende  | Legende            | Legende                                                          |
| Farbe    | Abkürzung          | Bedeutung                                                        |
| -------- | ------------------ | ---------------------------------------------------------------- |
| Gold     | –                  | Sieg                                                             |
| Silber   | –                  | 2. Platz                                                         |
| Bronze   | –                  | 3. Platz                                                         |
| Grün     | –                  | Platzierung in den Punkten                                       |
| Blau     | –                  | Klassifiziert außerhalb der Punkteränge                          |
| Violett  | DNF                | Rennen nicht beendet (did not finish)                            |
| Violett  | NC                 | nicht klassifiziert (not classified)                             |
| Rot      | DNQ                | nicht qualifiziert (did not qualify)                             |
| Rot      | DNPQ               | in Vorqualifikation gescheitert (did not pre-qualify)            |
| Schwarz  | DSQ                | disqualifiziert (disqualified)                                   |
| Weiß     | DNS                | nicht am Start (did not start)                                   |
| Weiß     | WD                 | zurückgezogen (withdrawn)                                        |
| Hellblau | PO                 | nur am Training teilgenommen (practiced only)                    |
| Hellblau | TD                 | Freitags-Testfahrer (test driver)                                |
| ohne     | DNP                | nicht am Training teilgenommen (did not practice)                |
| ohne     | INJ                | verletzt oder krank (injured)                                    |
| ohne     | EX                 | ausgeschlossen (excluded)                                        |
| ohne     | DNA                | nicht erschienen (did not arrive)                                |
| ohne     | C                  | Rennen abgesagt (cancelled)                                      |
| ohne     | keine WM-Teilnahme |                                                                  |
| sonstige | P/fett             | Pole-Position                                                    |
| sonstige | 1/2/3/4/5/6/7/8    | Punktplatzierung im Sprint-/Qualifikationsrennen                 |
| sonstige | SR/kursiv          | Schnellste Rennrunde                                             |
| sonstige | *                  | nicht im Ziel, aufgrund der zurückgelegten Distanz aber gewertet |
| sonstige | ()                 | Streichresultate                                                 |
| sonstige | unterstrichen      | Führender in der Gesamtwertung                                   |

### Le-Mans-Ergebnisse
| Jahr | Team           | Fahrzeug | Teamkollege   | Teamkollege   | Platzierung | Ausfallgrund |
| ---- | -------------- | -------- | ------------- | ------------- | ----------- | ------------ |
| 2021 | G-Drive Racing | Aurus 01 | Roman Rusinov | Nyck de Vries | Rang 12     |              |

### Einzelergebnisse in der FIA-Langstrecken-Weltmeisterschaft
| Saison | Team           | Rennwagen         | 1   | 2   | 3   | 4   | 5   | 6   |
| ------ | -------------- | ----------------- | --- | --- | --- | --- | --- | --- |
| 2021   | G-Drive Racing | Aurus 01 Oreca 07 | SPA | POR | MON | LEM | BAH | BAH |
| 2021   | G-Drive Racing | Aurus 01 Oreca 07 | DNF |     |     | 12  |     |     |